# Geophysikalisches Observatorium Fürstenfeldbruck
Das Geophysikalische Observatorium Fürstenfeldbruck (Ludwigshöhe 8) wird vom Lehrstuhl für Geophysik der Ludwig-Maximilians-Universität München betrieben. Das Observatorium gehörte zuerst zur königlich bayerischen Sternwarte, dann zur Bayerischen Akademie der Wissenschaften, bevor es 1938 an die LMU übergeben wurde.
Seit 1939 setzt es die an der Sternwarte Bogenhausen begonnenen Aufzeichnungen des Erdmagnetfelds und seiner Variationen fort. Bedingt durch magnetische Störungen in der Umgebung, musste das Observatorium von Bogenhausen zuerst nach Maisach, später nach Fürstenfeldbruck verlegt werden. Seit der Inbetriebnahme des Observatoriums in Fürstenfeldbruck sind die Aufzeichnungen lückenlos. 1961 wurden die Aufzeichnungen um eine Erdbebenwarte mit seismologischer Station ergänzt.

## Vorgeschichte
Nach ersten Messungen der Horizontalintensität des Erdmagnetfeldes durch Carl Friedrich Gauß 1833 hatte man erkannt, dass diese Messungen für einige Jahre in Folge systematisch an möglichst vielen Orten ausgeführt werden mussten, um die bis dahin rätselhaften Veränderungen des Erdmagnetfeldes zu verstehen.
Inspiriert durch seine Mitgliedschaft im Göttinger Magnetischen Verein seit 1836, führte Johann von Lamont schon erste Messungen des Erdmagnetismus in München durch. Im Juni 1839 forderte die Royal Society Lamont auf, auch in München ein magnetisches Observatorium zu gründen und sich an den internationalen Forschungen zu beteiligen. Im Januar 1840 wurden die dafür nötigen Gelder vom damaligen bayrischen König Ludwig I. sowie dem Kronprinzen Maximilian, der auch später als König stets ein besonderes Interesse an den magnetischen Arbeiten hatte, zur Verfügung gestellt. Im April 1840 wurde mit den Arbeiten an einem unterirdischen Holzbau begonnen.

### Erdmagnetisches Observatorium

#### Erdmagnetisches Observatorium auf dem Gelände der Sternwarte Bogenhausen
Am 1. August 1840 konnte auf dem Geländer der Königlischen Sternwarte Bogenhausen mit den Observatoriumsmessungen begonnen werden. Zuerst war das internationale Vorhaben nur für drei Jahre vorgesehen, wurde dann aber aus verschiedenen Gründen bis 1846 ausgedehnt. Während danach die magnetischen Beobachtungen an allen anderen europäischen Observatorien (außer Dublin) abgebrochen wurden, maßen Lamont und seine drei Assistenten auch darüber hinaus stündlich tags wie nachts die Apparate ab. Dies initiierte die Entwicklung selbstregistierender Messgeräte, sogenannter Magnetographen, welche eine durch ein Uhrwerk gesteuerten stündlichen Aufzeichnung mittels Kratzspuren in Ruß- und Wachsschichten nutzen. So gelang ab 1847 der Betrieb eines für die damalige Zeit ungewöhnlich modernen Observatoriums.
Ab 1849 erweiterte Johann von Lamont seine Observatoriumsmessungen mit Messungen in ganz Bayern und ab 1857 auch darüber hinaus in weitere europäische Länder. Aus seinen Messungen, welche er alleine ohne Gehilfen mit seinem eigens dafür entwickelten Lamontschen Reisetheodolithen ausführte, erstellte er die erste Karte des Magnetfeldes Bayerns.
Nach dem Tod Lamonts 1876 stand das Observatorium mehrfach kurz vor der Auflösung. Die magnetischen Beobachtungen wurden noch bis 1886 fortgesetzt, wenn auch nicht mehr in der gleichen umfangreichen Weise, und mussten dann aufgrund der Abnutzung der Instrumente und Personalmangels eingestellt werden.
Erst im Frühjahr 1896 wurden die Messungen wieder aufgenommen. Neue Gebäude wurden, finanziert von der Bayrischen Akademie für Wissenschaften auf dem Gelände der Sternwarte errichtet und Franz von Schwarz, ein Schüler Lamonts, wurde als Observator beauftragt. Das neue Münchner Observatorium bestand aus einem unterirdischen beheizten Variationsraum und einer hölzernen Hütte für die Absolutmessungen. Nahezu von Anfang an hatte das neu errichtete Observatorium jedoch Probleme. Eine ausreichende Empfindlichkeit konnte bei der Aufzeichnung der Vertikalintensität nicht erreicht werden. Deshalb enthalten die Veröffentlichungen aus dieser Zeit nur Aufzeichnungen der Deklination und Horizontalintensität. Nach 1914 wurden auch diese Aufzeichnungen gänzlich unbrauchbar, bedingt durch die immer näher an das Observatorium rückende Bebauung und die Umstellung der Pferdetram auf eine elektifizierte Tram.
1919 übernahm nach 5 Jahren kriegsbedingt geschlossenen Observatoriums Friedrich Burmeister die Stelle des Observators. Das Variationshaus war nunmehr als Ruine vorhanden. Lediglich die Messungen der Deklination waren auch in den Kriegsjahren von Carl-Wolfgang Lutz, dem Leiter der Erdbebenwarte ab 1905, aufrechterhalten worden und wurden nun ausgewertet. Doch auch hier machte sich die Störung der Messung durch umgebende Straßen mehr und mehr bemerkbar.

#### Behelfsobservatorium Maisacher Magnetwarte
In einem Antrag an das Ministerium legte Burmeister 1926 die Notwendigkeit der Verlegung des Erdmagnetischen Observatoriums dar. Als möglicher Folgestandort wurde der Landkreis Fürstenfeldbruck aufgrund der guten Erreichbarkeit mit dem Zug und der fehlenden großen Industrieansiedlungen, welche die Messungen stören könnten, ins Auge gefasst. Doch wegen der vorherrschenden Weltwirtschaftskrise blieb dieser Antrag als auch weitere bei privaten Stiftungen zunächst erfolglos. Mit den begrenzten Mitteln, welche dem erdmagnetischen Observatorium jährlich zur Verfügung standen, wurde ab 1927 in Maisach eine Behelfslösung geschaffen. Am Lamont'schen Säkularpunkt in Maisach wurde eine Holzhütte errichtet, um die Messgeräte vor Ort zu lagern. Später wurden in der Maisacher Hütte feste Sockel für die Messgeräte eingebaut, um die Datenqualität der Absolutmessungen zu verbessern. 1932 wurde ein weitere Hütte aus den Materialien des Münchner Hauses aufgestellt und die Messinstrumente aus München überholt und wieder in Betrieb genommen.
Zudem wurde ein 7,5 m tiefer Sommerkeller unter der Brauerei Maisach angemietet, in welchem ab 1931 auch Variationsmessungen wieder möglich waren. Im Gewölbe wurden Pfeiler aus Beton für die Variometer gegossen. Die alte mechanische Vorrichtung der Stundenmarkierung wurde überholt und eingebaut und der Pächter der Wirtschaft A. Hupfer übernahm die Bedienung der Instrumente.
Doch auf Dauer kam auch der Standort in Maisach nicht in Frage: auf dem Gelände wurde ein Flugplatz der Luftwaffe ausgebaut, sodass ab 1937 ein Observatoriumsbetrieb aufgrund von Störungen nicht möglich war.

### Erdbebenwarte
Im Jahr 1903 beschloss H. von Seelinger, damaliger Direktor des astronomischen Observatoriums in München-Bogenhausen, die erdmagnetischen Beobachtungen um eine seimologische Station zu erweitern.
1905 wurde auf dem Gelände der Kgl. Sternwarte München-Bogenhausen ein speziell für seismische Beobachtungen ausgestattetes Gebäude errichtet und eine seismologische Station in Betrieb genommen: ein Wiechert’scher astatischer Horizontalseismograph mit einer Masse von 1200 kg zeichnete dort ununterbrochen bis 1944 mikroseismische Registrierungen auf. Auch das Erdbeben von San Francisco im Jahr 1906 konnte in der Münchner Erdbebenwarte aufgezeichnet werden.
Zusätzlich wurden mithilfe von Fragebögen zum Auftreten von fühlbaren oder gar schadensverursachenden Beben die Auswirkungen auf Menschen und Gebäude ermittelt und entsprechende makroseismische Karten erstellt.

#### Außenstellen
- Hof a. d. Saale (1909–1914 und 1955–2001): zwei Wiechert’schen Horizontal- und Vertikal-Pendel
- Nördlingen (1912–1932): Maikapendel
- Hausham (1914–)

Durch die Luftangriffe, Personalmangel und weitere Folgen der Kriegsereignisse kam die Registrierung von Erdbeben 1943 zum Erliegen. Die Erdbebenwarte am Standort München wurde im Krieg komplett zerstört.

## Geschichte des Observatoriums am Standort Fürstenfeldbruck

### Erdmagnetisches Observatorium
Nach zwölf Jahren stetiger Bemühungen Friedrich Burmeisters bei den zuständigen Stellen wurde 1937 schließlich ein Neubau des Erdmagnetischen Observatoriums in Fürstenfeldbruck genehmigt. Der Standort auf der Ludwigshöhe stellte sich als magnetisch ungestört heraus und lag verkehrstechnisch günstig in einer halben Stunde Bahnfahrt Entfernung zu München nahe einer durch eine Omnibuslinie bedienten Staatsstraße. Es wurden ein Verwaltungsgebäude für die Wissenschaftler, ein Variationshaus und ein Absolutes Haus, und des Weiteren ein Laboratorium und ein Außenpfeiler für weitere Messungen errichtet.
Das beheizte Absolute Haus wurde vollständig aus Holz in Nord-Süd-Richtung gebaut und mit den neun Pfeilern aus Sandstein und Marmor aus der Münchner Hütte für die Instrumente versehen. Von dort aus waren auch die Kirchtürme von Alling, Hohenschäftlarn und Biburg als Miren sichtbar.
Das Variationshaus wurde ebenso Nord-Süd gerichtet und aus Holz gebaut, die Grundfläche liegt 1,8 m unter dem Erdboden. Durch seine Bauweise und die Isolierung ist das Variationshause nahezu frei von tageszeitlichen Temperaturschwankungen.
Mit Fertigstellung des Observatoriums im Laufe des Jahres 1938 wurde es aus der Bayerischen Akademie der Wissenschaften herausgelöst und dem Lehrstuhl für Astronomie der Ludwig-Maximilians Universität angegliedert. Am 1. Januar 1939 wurde der Messbetrieb des Observatoriums wieder aufgenommen und seitdem lückenlos aufrechterhalten. Nach Gründung des Lehrstuhles für Angewandte Geophysik 1948 wurde das Observatorium 1949 an diesen übertragen.

### Geophysikalisches Observatorium
Nach vereinzelten testweisen seismischen Beobachtungen auf dem Gelände des Observatoriums ab Mitte der 1950er Jahre wurde 1961 der reguläre Betrieb der Erdbebenwarte wieder aufgenommen. Das nun Geophysikalische Observatorium beherbergte nun auch die neue seismische Station Fürstenfeldbruck (FUR), welche mit einem Sprengnetherseismographen mit photo-optischer Registrierung ausgestattet war.
1962 wurde aus den Berufungsmitteln von Professor Gustav Angenheister ein neues Hauptgebäude für die Unterbringung der Wissenschaftler errichtet, welches 2014 zum 75. jährigen Bestehen des Observatoriums eine aufwändige energetische Sanierung erhielt.
Nach Einführung der Tintenregistrierung 1970 konnten fortan die ersten Außenstationen in den Alpen errichtet werden. Der seismologische Dienst in Bayern um mehrere zunächst analoge, später digitale Außenstationen erweitert werden. So konnten 1976 konnten erstmals Nachbebenuntersuchungen des Friaulbebens durchgeführt werden. Auch der große Erdbebenschwarm 1985/86 im Vogtland konnte mit diesen Digitalapparaturen beobachtet werden. 2000 waren schließlich drei analog und acht digital registrierende Stationen in Betrieb.
Ab 2001 wurde dann das aus 23 Stationen bestehende Bayern-Netz durch Installation von 15 neuen und Umrüstung von acht alten Stationen aufgebaut. Heute werden die in Bayern auftretenden Erdbeben mit einem modernen, digitalen Netz von über 30 Stationen überwacht und zum Teil in Echtzeit ausgewertet.
2017 wurde der tetraederförmige Ringlaser RoMY (ROtational Motions in seismologY) in Betrieb genommen.

## Forschung
Am Observatorium wird heute auch aktiv geforscht. Unter anderem der Erdbebendienst Bayern betreibt aktive Forschung unter anderem an Schwarmbeben am Hochstaufen bei Bad Reichenhall.

## Liste der Leiter des Erdmagnetischen Observatoriums und der Erdbebenwarte

### Leiter des Erdmagnetischen Observatoriums
(Quelle: )
- Johann von Lamont (1840–1879)
- Christian Feldkirchner (1879–1886)
- Franz von Schwarz (1896–1902)
- Johann Baptist Messerschmitt (1902–1912)
- Friedrich Biedlingmeier (1912–1914)
- Friedrich Burmeister (1919–1957)
- Karl Wienert (1958–1978)
- Martin Beblo (1978–2002)
- Heather McCreadie
- Florian Lhuillier (seit 2014)

### Leiter der Erdbebenwarte
- Carl-Wolfgang Lutz (1905–1944)
- Otto Förtsch (1961–1976)
- Helmut Gebrande (1978–1984)
- Eberhard Schmedes (1972–2004)
- Joachim Wassermann (seit 2003)

### Leiter des Geophysikalischen Observatoriums (Lehrstuhlinhaber)
- Hermann Reich (1948–1957)
- Gustav Angenheister (1958–1983)
- Heinrich Soffel (1983–2002)
- Hans-Peter Bunge (seit 2003)

## Referenzen
1. 1 2 3  Friedrich Burmeister: Die Erdmagnetischen Observatorien München Maisach Fürstenfeldbruck in ihrer Entwicklung 1840 bis 1940. In: Direktor der Sternwarte W. Rabe (Hrsg.): Veröffentlichungen der Erdphysikalischen Warte bei der Sternwarte. Heft 7. München 1941.
2. ↑  M. Beblo: Johann von Lamont's Vermessung von Bayern 1849, 1850 und 1852-55: Ein Betrag zu "Naturwissenschaftliche Erforschung des Königreichs Bayern".
3. ↑  'magnetische ortsbestimmungen ausgeführt an verschiedenen puncten des königreichs bayern und an einigen auswärtigen stationen. 1, 1. theil, enthaltend die allgemeinen grundlagen zur bestimmung des laufes der magnetischen curven in bayern' - Digitalisat | MDZ. Abgerufen am 29. Juli 2025.
4. ↑  USM Geschichte – Klassik – Lamont – Erdmagnetismus – Messreisen. Abgerufen am 29. Juli 2025.
5. ↑  'verzeichniss der vorzüglichsten im königreiche bayern gemessenen höhenpunkte nebst den geographischen positionen der grösseren städte und tafeln zur höhenbestimmung mittelst des barometers' - Digitalisat | MDZ. Abgerufen am 29. Juli 2025.
6. ↑  Johann von Lamont: Magnetische Karten von Deutschland und Bayern: nach den neuen bayerischen und oesterreichischen Messungen; unter Benützung einiger älterer Bestimmungen. Hübschmann, 1854 (google.de [abgerufen am 29. Juli 2025]).
7. ↑  J. B. Messerschmitt: Magnetische Beobachtungen in München aus den Jahren 1899-1900. In: Veröffentlichungen des Erdmagnetischen Observatoriums und der Erdbebenhauptstation bei der Königlichen Sternwarte in München. Heft 1. München 1904.
8. 1 2  Geschichte der Seismologie. In: Webseite der Geophysik an der LMU München. Abgerufen am 29. Juli 2025.
9. 1 2  Geschichte: Die Erdbebenwarte München. In: https://www.erdbeben-in-bayern.de/geschichte. Abgerufen am 29. Juli 2025.
10. ↑  O. Förtsch: 60 Jahre Erdbebendienst in Bayern. In: Zum 125jährigen Bestehen der Observatorien München-Maisach-Fürstenfeldbruck. Hrsg.: Geophys. Obs. Fürstenfeldbruck. München 1966.
11. ↑  75 Jahre Erdmagnetisches Observatorium München in Fürstenfeldbruck. H.C. Soffel und J. Wassermann, Geophysikalisches Observatorium der Universität München, Ludwigshöhe 8, 82256 Fürstenfeldbruck
12. ↑  Karte aktueller Erdbeben in Bayern. In: Erdbebendienst Bayern. Abgerufen am 29. Juli 2025.
13. ↑  DFG - GEPRIS - Geophysikalisches Observatorium Fürstenfeldbruck. Abgerufen am 29. Juli 2025.
14. ↑  Geschichte - Geophysics Homepage. Archiviert vom Original am 6. Februar 2012; abgerufen am 30. Juli 2025.